# Otto Schliwinski
Otto Schliwinski (ur. 5 marca 1928 w Mołdziach w Prusach Wschodnich, zm. 22 stycznia 2024 w Essen) – niemiecki malarz i grafik.

## Życiorys
Schliwinski urodził się w rodzinie hodowcy koni w okolicach Ełku (wówczas Lyck) w Prusach Wschodnich. W 1944 został wraz z rodziną stamtąd wypędzony, rok później przeżył naloty na Drezno. Po wojnie uzyskał wykształcenie inżynieryjne oraz w zakresie malarstwa i grafiki na Folkwang Universität der Künste w Essen. Do 1978 pracował tam przy planowaniu i budowie mostów. W 1979 porzucił pracę inżyniera, poświęcając się w pełni malarstwu i grafice, którym parał się od 1946. Tworzył w Essen oraz Garmisch-Partenkirchen.
Od 1961 brał udział w ponad 60 wystawach indywidualnych na całym świecie. Od 1992 kilkukrotnie na Warmii i Mazurach. Część swoich zbiorów przekazał tamtejszym muzeom. Wykładał m.in. w Australii w Sydney College of the Arts oraz Queensland College of Art and Design.
Żonaty z Magdaleną. Ojciec Udo i Ulafa. Ostatnie lata życia spędził w Zwickau.
Pochowany na cmentarzu miejskim przy Hellweg w Essen.

## Nagrody i wyróżnienia
- Złoty Medal Międzynarodowego Parlamentu USA
- Złoty Medal Accademia Italia
- Złoty Medal im. Mikołaja Kopernika Muzeum Warmii i Mazur w Olsztynie
- Nagroda Kulturalna Stowarzyszenia Prus Wschodnich(inne języki) (1997)

Źródło.

## Wystawy
Jego pierwsza indywidualna wystawa odbyła się w 1961 w Muzeum Ruhry w Essen. Jako artysta odwiedził ponad 74 kraje.
- 1964 Forum bildender Künstler, Essen
- 1968 Museum Herne
- 1969 Museum Gladbeck
- 1970 Forum bildender Künstler, Essen
- 1971 Culturcentrum Neerpelt, Belgia
- 1973 Städtisches Museum Gelsenkirchen
- 1974 Karl-Ernst-Osthaus-Museum, Haga
- 1974 Galerie Riley, Nowy Jork, Stany Zjednoczone
- 1974 Goethe-Institut, Montreal, Kanada
- 1976 Goethe-Institut, Glasgow, Wielka Brytania
- 1977 Radhus-Galerie, Brugia, Holandia
- 1977 Goethe-Institut, Kopenhaga, Dania
- 1978 Städtische Galerie Torhaus, Dortmund
- 1979 Kunstkabinett am Steintor, Hanover
- 1979 Goethe-Institut, Triest, Włochy
- 1980 Galerie ex libris, Ibiza, Hiszpania
- 1981 Galerie Deutschlandhaus, Berlin
- 1982 Artcenter, Goethe-Institut, Hongkong
- 1982 Goethe-Institut, Lagos, Nigeria
- 1982 Galerie Santica, Goethe-Institut, Kobe, Japonia
- 1982 Galerie Studio 37, Goethe-Institut, Kioto, Japan
- 1984 Haus des Deutschen Ostens, Monachium
- 1984 Haus des Deutschen Ostens, Düsseldorf
- 1985 Galerie Shilpakorn-Universität, Goethe-Institut, Bangkok, Tajlandia
- 1985 Faculty Sil-pakorn University if Arts, Nakorn-Phatom, Tajlandia
- 1985 Goethe-Institut, Sydney, Australia
- 1985 Goethe-Institut, Dżakarta, Indonezja
- 1985 Heritage Art Center, Goethe-Institut, Manila, Filipiny
- 1985 ITB-Universität, Goethe-Institut, Bandung, Indonezja
- 1987 Haus Baden-Württemberg, Stuttgart
- 1988 Bayerisches Staatsministerium, Monachium
- 1988 Städtische Galerie, Neuburg an der Donau
- 1989 Goethe-Institut, Lyon, Francja
- 1990 Galerie Artvision, Düsseldorf
- 1991 Galerie Johannes Kühl, Drezno
- 1992 Muzeum Warmii i Mazur, Olsztyn
- 1992 Galeria Zamek w Reszlu, z Goethe-Institut w Warszawie
- 1993 Gerhart-Hauptmann-Haus, Deutsch-osteuropäisches Forum, Düsseldorf
- 1993 Stiftung Deutschland-haus, Berlin
- 1994 Muzeum Warmii i Mazur, Olsztyn
- 1994 Ełckie Centrum Kultury, Ełk
- 1994 Galerie Jebel Ali, Dubai, Zjednoczone Emiraty Arabskie
- 1995 Cultural Foundation, Abu Zabi, ZEA
- 1995 Kunstgalerie, Królewiec, Rosja
- 1995 Konsulat Generalny Niemiec w Szanghaju, Chiny
- 1996 Kłajpeda, Litwa
- 1997 Messehallen, Düsseldorf
- 1997 Galeria del Monte, Forio, Włochy
- 1997 Goethe-Institut, Meksyk, Meksyk
- 2001 Ełckie Centrum Kultury, Ełk
- 2002 Galerie Jaud, Garmisch-Partenkirchen „Schrägschnitt”